# Oreste Baratieri
Oreste Baratieri (Condino, 13 novembre 1841 – Vipiteno, 7 agosto 1901) è stato un generale e politico italiano.

## Biografia
Nato con il cognome di Baratter, decise di italianizzarlo prima in Barattieri e poi in Baratieri. Studiò dapprima presso il Liceo Ginnasio di Rovereto e nel 1859 si trasferì a Milano; l'anno successivo si unì ai Mille di Giuseppe Garibaldi, partecipando con successo alla presa di Capua. Per le imprese garibaldine ottenne il grado di capitano e una medaglia d'argento. Rimase affiliato alle "camicie rosse" per 6 anni, dal 1860 al 1866. Poi divenne un comandante delle operazioni coloniali italiane in Africa.
Il 3 gennaio 1867 si sposò con Lidia Ceracchini. Prese parte alla battaglia di Mentana del 1867 contro l'esercito francese e nel 1872 si arruolò nel Regio Esercito. Nel 1874 (o 1875) partecipò alla spedizione geografica Antinori in Tunisia, per conto della Società Geografica Italiana. Fu nominato colonnello a Cremona nel 1886.
Partecipò, come colonnello dei bersaglieri, alle campagne coloniali militari in Eritrea del 1887-88 e nuovamente nel 1890 e nel 1891 come comandante in seconda. Eletto deputato per la Sinistra storica a Breno, in provincia di Brescia, Baratieri ebbe confermato il suo seggio per sette legislature, dalla XIII alla XIX (1876-1895). Nel 1891 fu comandante in capo in Africa. Il 28 febbraio 1892 fu designato dal re Umberto I di Savoia governatore della colonia Eritrea e comandante in capo del Regio Corpo Truppe Coloniali d'Africa, con il grado di maggior generale e poi di generale comandante.
Ordinatogli dal governo di invadere l'Etiopia, iniziò ad annettere Cassala (Sudan) il 17 luglio 1894, nel 1895 combatté contro i ras Maconnen e Mangascià, sconfisse il Ras Mangascià nella battaglia di Coatit il 13 gennaio 1895 e in quella di Senafè, preparò l'occupazione del Tigrè e occupò Adigrat (in marzo), Aksum e Adua.
A seguito della sconfitta sull'Amba Alagi del 3 dicembre 1895 presentò le dimissioni, ma fu costretto dal presidente del Consiglio  Francesco Crispi, che non intendeva rinunciare alla sua politica colonialista, a passare all'offensiva contro gli africani, nonostante essi fossero in netta superiorità numerica e logistica, a differenza di quanto ritenesse Crispi.
In procinto di essere esonerato dal comando e venir sostituito dal generale Antonio Baldissera, Baratieri decise di cercare una battaglia risolutiva contro Menelik. L'attacco, condotto malamente, fidando su mediocri carte militari, portò rapidamente alla separazione delle varie colonne italiane, che furono quindi sorprese e distrutte una dopo l'altra nella battaglia di Adua del 1º marzo 1896. Baratieri diede prova, nella circostanza, di mediocri qualità militari e perse rapidamente il controllo della situazione, senza riuscire a evitare la catastrofe e scampando a sua volta a stento alla morte o alla cattura.
Accusato di abbandono di comando, per aver preceduto le truppe nella ritirata dopo Adua, fu ritenuto responsabile dalle autorità di Roma delle tre sconfitte italiane dell'Amba Alagi, di Macallè e Adua: arrestato il 21 marzo 1897, fu quindi sottoposto ad un umiliante processo ad Asmara; il generale sarebbe poi stato prosciolto da ogni accusa per non compromettere l'onore delle forze armate, ma fu collocato a riposo e abbandonò la carriera militare.
Negli ultimi tempi della sua vita soggiornò ad Arco e a Venezia; qui scrisse, come estrema autodifesa, le Memorie d'Africa, nel tentativo di proclamarsi vittima del destino. In particolare, mostrando un visibile cambiamento d'opinione rispetto a quando era un capo militare nella Colonia Eritrea, nelle sue memorie tracciò un'analisi precisa del colonialismo italiano e dei metodi degli europei per sottomettere l'Africa, definiti disumani e distruttivi. Secondo l'ex generale, il destino degli africani era analogo a quello dei nativi d'America sterminati dagli europei.
Diresse, per diversi anni, la Rivista militare italiana. Morì improvvisamente a Vipiteno (allora nel Tirolo austro-ungarico, ma ora in provincia di Bolzano), dove si era recato a visitare i parenti. La sua tomba si trova nel cimitero principale del Comune di Arco (provincia di Trento).
Massone, fu insignito del 33º e ultimo grado del Rito scozzese antico e accettato.
Lasciò notevoli opere militari. La maggior parte dell'archivio di Oreste Baratieri si trova presso l'Archivio di Stato di Venezia, tranne una parte conservata presso il Museo Storico in Trento.

## Onorificenze

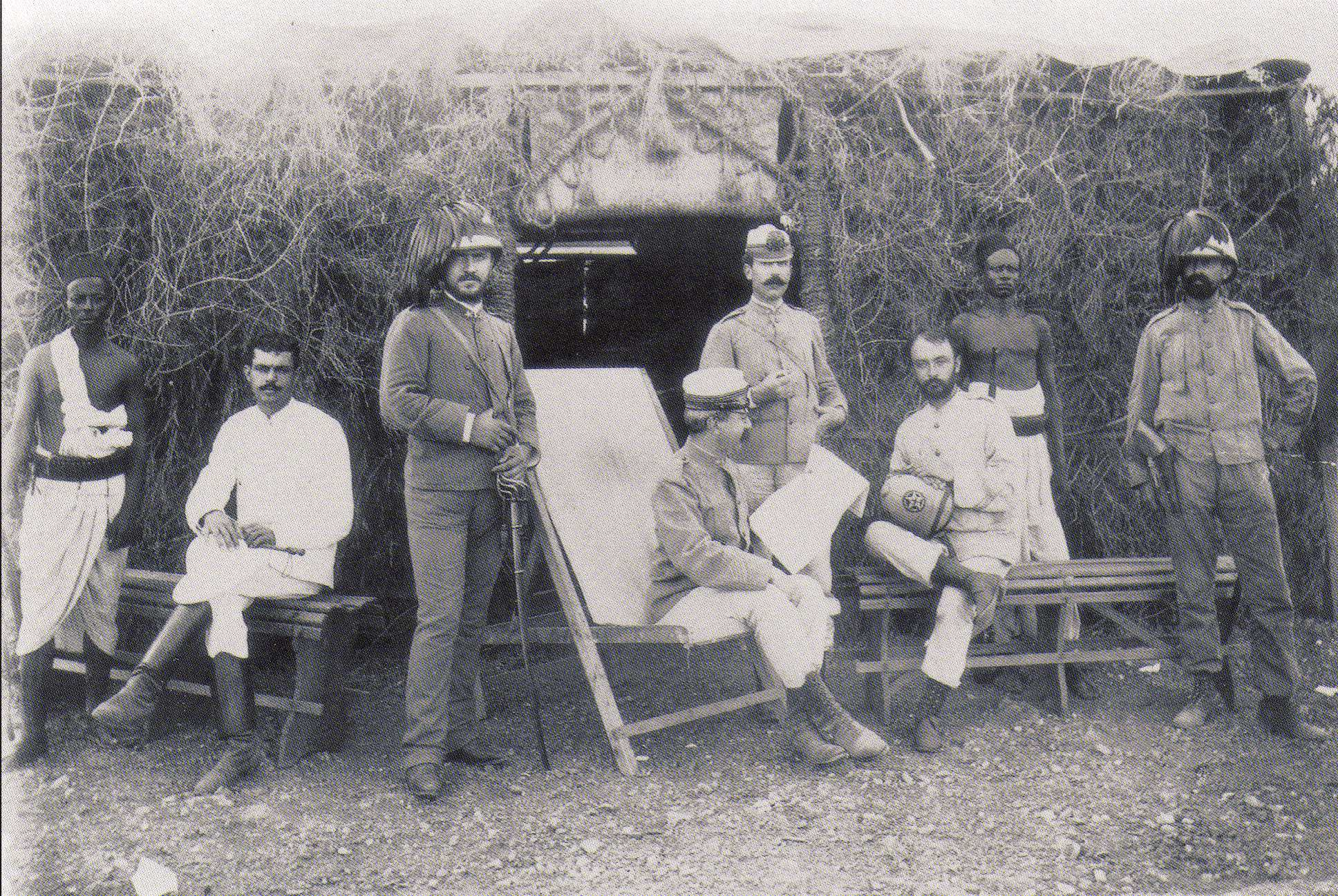
Il colonnello Baratieri (seduto, cappello bianco, giacca grigia, pantaloni bianchi) e il suo stato maggiore a Saati, Eritrea, 1888.